# Live in 85/6
Live in 85/6 è la tournée dei Dire Straits che ebbe luogo dal 25 aprile 1985 al 26 aprile 1986.

## Formazione

### Dire Straits
- Mark Knopfler – voce e chitarra
- John Illsley – basso e cori
- Alan Clark – tastiere
- Guy Fletcher – tastiere e cori
- Terry Williams – batteria

### Altri musicisti
- Jack Sonni – chitarra e cori
- Chris White – sassofono e flauto traverso
- Joop de Korte – percussioni (parti marginali)[2]

## Concerti (lista incompleta)
Europa, Balcani e Israele
1. 25 aprile 1985 – Poljud Stadium, Spalato,  Jugoslavia
2. 30 aprile 1985 – Sultanpool, Gerusalemme,  Israele
3. 1º maggio 1985 – City Park, Tel Aviv,  Israele
4. 2 maggio 1985 – City Park, Tel Aviv,  Israele
5. 6 maggio 1985 – Palazzetto dello sport, Atene,  Grecia
6. 7 maggio 1985 – Palazzetto dello sport, Atene,  Grecia
7. 8 maggio 1985 – Golden Rose Festival, Montreux,  Svizzera
8. 9 maggio 1985 – Golden Rose Festival, Montreux,  Svizzera
9. 10 maggio 1985 – Pioneer Hall, Belgrado,  Jugoslavia
10. 11 maggio 1985 – Pioneer Hall, Belgrado,  Jugoslavia
11. 12 maggio 1985 – Dom Sportova, Zagabria,  Jugoslavia
12. 13 maggio 1985 – Tivoli Hall, Lubiana,  Jugoslavia
13. 14 maggio 1985 – Eishalle, Graz,  Austria
14. 15 maggio 1985 – Stadthalle, Vienna,  Austria
15. 16 maggio 1985 – Stadion Za Lužánkami, Brno,  Rep. Ceca
16. 17 maggio 1985 – Stadion Dziesięciolecia, Varsavia,  Polonia
17. 18 maggio 1985 – Stadion Śląski, Chorzów,  Polonia
18. 20 maggio 1985 – Sportshall, Budapest,  Ungheria
19. 22 maggio 1985 – P.O.C., Eindhoven,  Paesi Bassi
20. 23 maggio 1985 – Rijnhal, Arnhem,  Paesi Bassi
21. 24 maggio 1985 – Jaap Edenhal, Amsterdam,  Paesi Bassi
22. 25 maggio 1985 – Ahoy, Rotterdam,  Paesi Bassi
23. 26 maggio 1985 – Limburghal, Genk,  Belgio
24. 27 maggio 1985 – Forêt Nationale, Bruxelles,  Belgio
25. 28 maggio 1985 – Palais Des Sports, Caen,  Francia
26. 29 maggio 1985 – Parc De Penfeld, Brest,  Francia
27. 30 maggio 1985 – La Beaujoire, Nantes,  Francia
28. 31 maggio 1985 – Patinoire, Bordeaux,  Francia
29. 1º giugno 1985 – Plaza De Toros Vista Alegre, Bilbao,  Spagna
30. 3 giugno 1985 – Estadio Roman Valero, Madrid,  Spagna
31. 5 giugno 1985 – Municipal Velodrome, Barcellona,  Spagna
32. 6 giugno 1985 – Municipal Velodrome, Barcellona,  Spagna
33. 7 giugno 1985 – Palais des Sports, Tolosa,  Francia
34. 8 giugno 1985 – Palais des Sports, Tolosa,  Francia
35. 10 giugno 1985 – Stade Louis II, Monaco,  Monaco
36. 11 giugno 1985 – Arènes, Orange,  Francia
37. 12 giugno 1985 – Palais Des Sports, Grenoble,  Francia
38. 13 giugno 1985 – Patinoire, Ginevra,  Svizzera
39. 14 giugno 1985 – Patinoire, Ginevra,  Svizzera
40. 15 giugno 1985 – Patinoire, Ginevra,  Svizzera
41. 16 giugno 1985 – Hallenstadion, Zurigo,  Svizzera
42. 17 giugno 1985 – Hallenstadion, Zurigo,  Svizzera
43. 18 giugno 1985 – St. Jakob Sporthalle, Basilea,  Svizzera
44. 19 giugno 1985 – St. Jakob Sporthalle, Basilea,  Svizzera
45. 20 giugno 1985 – Palais Des Sports, Digione,  Francia
46. 21 giugno 1985 – Patinoire De Kockelscheuer, Lussemburgo,  Lussemburgo
47. 22 giugno 1985 – Brielpoort, Deinze,  Belgio
48. 23 giugno 1985 – Palais Omnisports de Bercy, Parigi,  Francia
49. 24 giugno 1985 – Palais Omnisports de Bercy, Parigi,  Francia
50. 25 giugno 1985 – Palais Omnisports de Bercy, Parigi,  Francia
51. 28 giugno 1985 – National Exhibition Centre, Birmingham,  Regno Unito
52. 29 giugno 1985 – National Exhibition Centre, Birmingham,  Regno Unito
53. 30 giugno 1985 – National Exhibition Centre, Birmingham,  Regno Unito
54. 1º luglio 1985 – National Exhibition Centre, Birmingham,  Regno Unito
55. 2 luglio 1985 – Conference Centre, Brighton,  Regno Unito
56. 3 luglio 1985 – Conference Centre, Brighton,  Regno Unito
57. 4 luglio 1985 – Wembley Arena, Londra,  Regno Unito
58. 5 luglio 1985 – Wembley Arena, Londra,  Regno Unito
59. 6 luglio 1985 – Wembley Arena, Londra,  Regno Unito
60. 7 luglio 1985 – Wembley Arena, Londra,  Regno Unito
61. 8 luglio 1985 – Wembley Arena, Londra,  Regno Unito
62. 9 luglio 1985 – Wembley Arena, Londra,  Regno Unito
63. 10 luglio 1985 – Wembley Arena, Londra,  Regno Unito
64. 11 luglio 1985 – Wembley Arena, Londra,  Regno Unito
65. 12 luglio 1985 – Wembley Arena, Londra,  Regno Unito
66. 13 luglio 1985 – Wembley Stadium, Live Aid, Londra,  Regno Unito
67. 14 luglio 1985 – Wembley Arena, Londra,  Regno Unito
68. 15 luglio 1985 – Wembley Arena, Londra,  Regno Unito
69. 16 luglio 1985 – Wembley Arena, Londra,  Regno Unito

America del Nord
1. 23 luglio 1985 – Forum, Montreal, Quebec,  Canada
2. 24 luglio 1985 – Civic Centre, Ottawa, Ontario,  Canada
3. 25 luglio 1985 – Civic Centre, Ottawa, Ontario,  Canada
4. 26 luglio 1985 – Varsity Arena, Toronto, Ontario,  Canada
5. 27 luglio 1985 – Varsity Arena, Toronto, Ontario,  Canada
6. 28 luglio 1985 – Varsity Arena, Toronto, Ontario,  Canada
7. 29 luglio 1985 – Varsity Arena, Toronto, Ontario,  Canada
8. 1º agosto 1985 – Roy Wilken's Auditorium, St. Paul, Minnesota,  Stati Uniti
9. 2 agosto 1985 – Auditorium, Milwaukee, Wisconsin,  Stati Uniti
10. 3 agosto 1985 – Poplar Creek, Chicago, Illinois,  Stati Uniti
11. 4 agosto 1985 – Pine Knob, Detroit, Michigan,  Stati Uniti
12. 5 agosto 1985 – Blossom Music Center, Cleveland, Ohio,  Stati Uniti
13. 6 agosto 1985 – Syria Mosque, Pittsburgh, Pennsylvania,  Stati Uniti
14. 7 agosto 1985 – Mann Music Center, Filadelfia, Pennsylvania,  Stati Uniti
15. 8 agosto 1985 – Merriweather Post Pavilion, Washington DC,  Stati Uniti
16. 10 agosto 1985 – Fox Theatre, Atlanta, Georgia,  Stati Uniti
17. 11 agosto 1985 – Tennessee Performing Arts Centre, Nashville, Tennessee,  Stati Uniti
18. 13 agosto 1985 – Zoo Amphitheatre, Oklahoma City, Oklahoma,  Stati Uniti
19. 14 agosto 1985 – Reunion Arena, Dallas, Texas,  Stati Uniti
20. 15 agosto 1985 – Coliseum, Austin, Texas,  Stati Uniti
21. 16 agosto 1985 – Majestic Theatre, San Antonio, Texas,  Stati Uniti
22. 17 agosto 1985 – Summit Theatre, Houston, Texas,  Stati Uniti
23. 3 settembre 1985 – Red Rocks Amphitheatre, Denver,  Stati Uniti
24. 4 settembre 1985 – Red Rocks Amphitheatre, Denver,  Stati Uniti
25. 6 settembre 1985 – Activity Centre, Tempe, Arizona,  Stati Uniti
26. 7 settembre 1985 – State University, Dan Diego, California,  Stati Uniti
27. 8 settembre 1985 – Pacific Amphitheatre, Costa Mesa, California,  Stati Uniti
28. 9 settembre 1985 – Greek Theatre, Los Angeles, California,  Stati Uniti
29. 10 settembre 1985 – Greek Theatre, Los Angeles, California,  Stati Uniti
30. 11 settembre 1985 – Greek Theatre, Los Angeles, California,  Stati Uniti
31. 12 settembre 1985 – Greek Theatre, Los Angeles, California,  Stati Uniti
32. 13 settembre 1985 – Concord Pavilion, San Francisco, California,  Stati Uniti
33. 14 settembre 1985 – Concord Pavilion, San Francisco, California,  Stati Uniti
34. 15 settembre 1985 – Memorial Auditorium, Sacramento, California,  Stati Uniti
35. 17 settembre 1985 – Civic Auditorium, Portland, Oregon,  Stati Uniti
36. 18 settembre 1985 – Civic Auditorium, Portland, Oregon,  Stati Uniti
37. 19 settembre 1985 – Arena, Seattle, Washington,  Stati Uniti
38. 20 settembre 1985 – Arena, Seattle, Washington,  Stati Uniti
39. 21 settembre 1985 – UBC Gym, Vancouver, British Columbia,  Canada
40. 22 settembre 1985 – Arena, Victoria, British Columbia,  Canada
41. 23 settembre 1985 – P.N.E., Vancouver, British Columbia,  Canada
42. 24 settembre 1985 – Coliseum, Edmonton, Alberta,  Canada
43. 25 settembre 1985 – Saddledome, Calgary, Alberta,  Canada
44. 26 settembre 1985 – Coliseum, Edmonton, Alberta,  Canada
45. 27 settembre 1985 – Saddledome Calgary, Alberta,  Canada
46. 1º ottobre 1985 – Radio City Music Hall, New York, New York,  Stati Uniti
47. 2 ottobre 1985 – Radio City Music Hall, New York, New York,  Stati Uniti
48. 3 ottobre 1985 – Radio City Music Hall, New York, New York,  Stati Uniti
49. 4 ottobre 1985 – Civic Centre, Providence, Rhode Island,  Stati Uniti
50. 5 ottobre 1985 – Wang Center, Boston, Massachusetts,  Stati Uniti
51. 6 ottobre 1985 – Wang Center, Boston, Massachusetts,  Stati Uniti
52. 7 ottobre 1985 – Cumberland County Civic Center, Portland, Maine,  Stati Uniti
53. 8 ottobre 1985 – Boston Gardens, Boston, Massachusetts,  Stati Uniti
54. 9 ottobre 1985 – Civic Center, Hartford, Connecticut,  Stati Uniti
55. 10 ottobre 1985 – Civic Center, Hartford, Connecticut,  Stati Uniti
56. 11 ottobre 1985 – Nassau Coliseum, Uniondale, New York,  Stati Uniti
57. 12 ottobre 1985 – Madison Square Garden, New York, New York,  Stati Uniti
58. 13 ottobre 1985 – Brendan Byrne Arena, East Rutherford, New Jersey,  Stati Uniti

Europa
1. 22 ottobre 1985 – Drammenhalle, Oslo,  Norvegia
2. 23 ottobre 1985 – Drammenhalle, Oslo,  Norvegia
3. 24 ottobre 1985 – Café Opera, Stoccolma,  Svezia
4. 25 ottobre 1985 – Johanneshov, Stoccolma,  Svezia
5. 26 ottobre 1985 – Johanneshov, Stoccolma,  Svezia
6. 28 ottobre 1985 – Ice Hall, Helsinki,  Finlandia
7. 29 ottobre 1985 – Ice Hall, Helsinki,  Finlandia
8. 31 ottobre 1985 – Broendbyhalle, Copenaghen,  Danimarca
9. 1º novembre 1985 – Broendbyhalle, Copenaghen,  Danimarca
10. 2 novembre 1985 – Alsterdorfer Sporthalle, Amburgo,  Germania
11. 3 novembre 1985 – Martinihal, Groninga,  Paesi Bassi
12. 4 novembre 1985 – Eilenreidhalle, Hannover,  Germania
13. 5 novembre 1985 – Deutschlandhalle, Berlino,  Germania
14. 7 novembre 1985 – Stadthalle, Vienna,  Austria
15. 8 novembre 1985 – Basketball-Halle, Monaco di Baviera,  Germania
16. 9 novembre 1985 – Eishalle, Wels,  Austria
17. 10 novembre 1985 – Eishalle, Graz,  Austria
18. 11 novembre 1985 – Sporthalle, Linz,  Austria
19. 12 novembre 1985 – Olympic Hall, Innsbruck,  Austria
20. 14 novembre 1985 – Parc Des Expositions, Lione,  Francia
21. 15 novembre 1985 – Maison Des Sports, Clermont-Ferrand,  Francia
22. 18 novembre 1985 – Frankenhalle, Norimberga,  Germania
23. 19 novembre 1985 – Hanns-Martin-Schleyer-Halle, Stoccarda,  Germania
24. 20 novembre 1985 – Festhalle, Francoforte sul Meno,  Germania
25. 21 novembre 1985 – Sporthalle, Colonia,  Germania
26. 22 novembre 1985 – Grugahalle, Essen,  Germania
27. 23 novembre 1985 – Groenoordhal, Leida,  Paesi Bassi
28. 24 novembre 1985 – Groenoordhal, Leida,  Paesi Bassi
29. 25 novembre 1985 – Forêt Nationale, Bruxelles,  Belgio
30. 27 novembre 1985 – Palais Omnisports De Bercy, Parigi,  Francia
31. 28 novembre 1985 – Palais Omnisports De Bercy, Parigi,  Francia
32. 29 novembre 1985 – Palais Omnisports De Bercy, Parigi,  Francia
33. 30 novembre 1985 – Palais Omnisports De Bercy, Parigi,  Francia
34. 3 dicembre 1985 – City Hall, Newcastle,  Regno Unito
35. 4 dicembre 1985 – City Hall, Newcastle,  Regno Unito
36. 5 dicembre 1985 – City Hall, Newcastle,  Regno Unito
37. 6 dicembre 1985 – City Hall, Newcastle,  Regno Unito
38. 7 dicembre 1985 – Apollo, Manchester,  Regno Unito
39. 8 dicembre 1985 – Apollo, Manchester,  Regno Unito
40. 9 dicembre 1985 – Apollo, Manchester,  Regno Unito
41. 10 dicembre 1985 – Apollo, Manchester,  Regno Unito
42. 11 dicembre 1985 – Leisure Centre, Deeside,  Regno Unito
43. 12 dicembre 1985 – Leisure Centre, Deeside,  Regno Unito
44. 13 dicembre 1985 – Showering Pavilion, Shepton Mallett,  Regno Unito
45. 14 dicembre 1985 – Showering Pavilion, Shepton Mallett,  Regno Unito
46. 15 dicembre 1985 – National Exhibition Centre, Birmingham,  Regno Unito
47. 16 dicembre 1985 – National Exhibition Centre, Birmingham,  Regno Unito
48. 17 dicembre 1985 – Hammersmith Odeon, Londra,  Regno Unito
49. 18 dicembre 1985 – Hammersmith Odeon, Londra,  Regno Unito
50. 19 dicembre 1985 – Hammersmith Odeon, Londra,  Regno Unito
51. 20 dicembre 1985 – Hammersmith Odeon, Londra,  Regno Unito
52. 21 dicembre 1985 – Hammersmith Odeon, Londra,  Regno Unito
53. 22 dicembre 1985 – Hammersmith Odeon, Londra,  Regno Unito
54. 23 dicembre 1985 – Hammersmith Odeon, Londra,  Regno Unito
55. 29 dicembre 1985 – Playhouse, Edimburgo,  Regno Unito
56. 30 dicembre 1985 – Playhouse, Edimburgo,  Regno Unito
57. 31 dicembre 1985 – Playhouse, Edimburgo,  Regno Unito

Australia e Nuova Zelanda
1. 7 febbraio 1986 – King George V Oval, Hobart,  Australia
2. 8 febbraio 1986 – King George V Oval, Hobart,  Australia
3. 12 febbraio 1986 – Westlake Stadium, Adelaide,  Australia
4. 14 febbraio 1986 – Sports And Entertainment Centre, Melbourne,  Australia
5. 15 febbraio 1986 – Sports And Entertainment Centre, Melbourne,  Australia
6. 16 febbraio 1986 – Sports And Entertainment Centre, Melbourne,  Australia
7. 17 febbraio 1986 – Sports And Entertainment Centre, Melbourne,  Australia
8. 18 febbraio 1986 – Sports And Entertainment Centre, Melbourne,  Australia
9. 19 febbraio 1986 – Sports And Entertainment Centre, Melbourne,  Australia
10. 20 febbraio 1986 – Sports And Entertainment Centre, Melbourne,  Australia
11. 21 febbraio 1986 – Sports And Entertainment Centre, Melbourne,  Australia
12. 22 febbraio 1986 – Sports And Entertainment Centre, Melbourne,  Australia
13. 23 febbraio 1986 – Sports And Entertainment Centre, Melbourne,  Australia
14. 24 febbraio 1986 – Myer Music Bowl Melbourne,  Australia
15. 25 febbraio 1986 – Myer Music Bowl Melbourne,  Australia
16. 26 febbraio 1986 – Olympic Park Oval No. 1 Melbourne,  Australia
17. 1º marzo 1986 – Mount Smart Stadium, Auckland,  Nuova Zelanda
18. 2 marzo 1986 – Western Springs Stadium, Auckland,  Nuova Zelanda
19. 4 marzo 1986 – Athletic Park, Wellington,  Nuova Zelanda
20. 7 marzo 1986 – Addington Showgrounds Christchurch,  Nuova Zelanda
21. 10 marzo 1986 – Entertainment Centre, Sydney,  Australia
22. 11 marzo 1986 – Entertainment Centre, Sydney,  Australia
23. 12 marzo 1986 – Entertainment Centre, Sydney,  Australia
24. 13 marzo 1986 – Entertainment Centre, Sydney,  Australia
25. 14 marzo 1986 – Entertainment Centre, Sydney,  Australia
26. 15 marzo 1986 – Entertainment Centre, Sydney,  Australia
27. 16 marzo 1986 – Entertainment Centre, Sydney,  Australia
28. 17 marzo 1986 – Entertainment Centre, Sydney,  Australia
29. 18 marzo 1986 – Entertainment Centre, Sydney,  Australia
30. 19 marzo 1986 – Entertainment Centre, Sydney,  Australia
31. 20 marzo 1986 – Entertainment Centre, Sydney,  Australia
32. 21 marzo 1986 – Entertainment Centre, Sydney,  Australia
33. 22 marzo 1986 – Entertainment Centre, Sydney,  Australia
34. 23 marzo 1986 – The Cricket Ground, Sydney,  Australia
35. 24 marzo 1986 – Entertainment Centre, Sydney,  Australia
36. 25 marzo 1986 – Boondall Sports And Entertainment Centre, Brisbane,  Australia
37. 26 marzo 1986 – Boondall Sports And Entertainment Centre, Brisbane,  Australia
38. 27 marzo 1986 – Boondall Sports And Entertainment Centre, Brisbane,  Australia
39. 29 marzo 1986 – Sound Shell, Rockhampton,  Australia
40. 31 marzo 1986 – Showgrounds, Mackay,  Australia
41. 2 aprile 1986 – Dean Park, Townsville,  Australia
42. 4 aprile 1986 – Showgrounds, Cairns,  Australia
43. 8 aprile 1986 – Showgrounds, Darwin,  Australia
44. 11 aprile 1986 – Ayers Rock,  Australia
45. 13 aprile 1986 – Entertainment Centre, Perth,  Australia
46. 14 aprile 1986 – Entertainment Centre, Perth,  Australia
47. 15 aprile 1986 – Entertainment Centre, Perth,  Australia
48. 16 aprile 1986 – Entertainment Centre, Perth,  Australia
49. 17 aprile 1986 – Entertainment Centre, Perth,  Australia
50. 18 aprile 1986 – Entertainment Centre, Perth,  Australia
51. 19 aprile 1986 – Entertainment Centre, Perth,  Australia
52. 20 aprile 1986 – Entertainment Centre, Perth,  Australia
53. 23 aprile 1986 – Entertainment Centre, Sydney,  Australia
54. 24 aprile 1986 – Entertainment Centre, Sydney,  Australia
55. 25 aprile 1986 – Entertainment Centre, Sydney,  Australia
56. 26 aprile 1986 – Entertainment Centre, Sydney,  Australia

## Scaletta
Secondo i dati forniti dal sito web specializzato setlist.fm, la seguente è stata la scaletta adottata più frequentemente durante il tour Live in 85/6:
1. Ride Across the River
2. Expresso Love
3. So Far Away
4. One World
5. Romeo and Juliet
6. Private Investigations
7. Sultans of Swing
8. Why Worry
9. Walk of Life
10. Two Young Lovers
11. Money for Nothing
12. Wild West End
13. Tunnel of Love
14. Brothers in Arms
15. Solid Rock
16. Going Home: Theme of the Local Hero

Tra le canzoni suonate nel corso della tournée figurano anche i seguenti brani:
- Industrial Disease
- Your Latest Trick
- The Man's Too Strong
- Six Blade Knife